# 杰里米·沙达
杰登·杰里米·沙达（1997年1月21日—），是一位美国演员、音乐家和歌手。他以帮美国動畫影集中的主角阿寶配音而闻名，且在喜剧电视剧《喜劇特攻隊》中出演主角。

## 演绎生涯
沙达七岁时随家人搬去洛杉矶，开始他的演绎生涯。他之所以决定演戏是因为受到其已经成为演员的哥哥萨克·沙达的影响。沙达一开始只是接广告。之后，他听从语音经理人的意见，开始试镜配音和戏剧表演。他首次實景戏剧角色是在《无规》中饰演年轻的库尔特·黛蒙德。此后，他便开始参加许多的试镜演出、出演配音角色，如《LOST檔案》中儿时回忆版本的查理·佩斯。
2009年，杰里米·沙达和经纪人商量进行阿寶配音的试镜，并因此得知萨克·沙达曾于三年前在《探險活寶》的试播集中为阿寶配音。在Youtube观赏试播集之后，沙达在与《探險活寶》原作潘得頓·沃德和制作人的试镜中将自己的声音和萨克·沙达的声音相配，从而获得了为阿寶配音的机会。2012年，沙达参与尼克·卡农执导的喜剧小品《喜劇特攻隊》。2012年6月，卡通频道为了宣传《喜剧特攻队》2013年的首播而发行了一部名为《帮母亲跑腿》（Running Errands with My Mom）的饶舌音乐录影带，沙达在影片中表演饶舌。截至目前为止，这部视频已有超过百万观看次数。
沙达因为平时要表演的缘故而在家自學。2014年7月21日，杰里米·沙达宣布加入发迹于洛杉矶的流行朋克乐团週一出發樂團。这个乐团成员有杰里米的哥哥萨克·沙达和他朋友罗根·查尔斯（Logan Charles）、约翰·斯派塞（John Spicer）和赛特·伦肯（Seth Renken）。2014年7月，杰里米·沙达加入乐团后没过几天，便随乐队一起在圣迭戈国际漫画展举行表演。

## 影视作品
| 电影           | 电影                                               | 电影                         | 电影                                                       |
| 年份           | 电影                                               | 角色                         | 注释                                                       |
| -------------- | -------------------------------------------------- | ---------------------------- | ---------------------------------------------------------- |
| 2004年         | 《神奇之旅》                                       | 年轻菲利普                   | 电视电影                                                   |
| 2004年         | 《美國賤隊：世界警察》                             | 杰·弗朗索瓦                  | 声演                                                       |
| 2005年         | 《无规》                                           | 年轻库尔特·黛蒙德            |                                                            |
| 2005年         | 《隔壁的山田君》                                   | 额外声演                     | 英文配音                                                   |
| 2006年         | 《死亡地帶》                                       | 卡尔登                       | 电视电影                                                   |
| 2007年         | 《爱是永恒的传奇》                                 | 驛馬車里的男孩               | 电视电影                                                   |
| 2009年         | 《食破天驚》                                       | 额外声演                     |                                                            |
| 2012年         | 《派拉諾曼：靈動小子》                             | 巴哥                         | 声演                                                       |
| 2012年         | 《卡通频道20周年纪念电影》                         | 阿寶                         | 声演（电视电影）                                           |
| 2013           | 《樓上鄰居外星人》                                 | 麦奇                         | 电视电影                                                   |
| 2014年         | 《憤怒電玩宅大电影》                               | 霍华德·尼克松                |                                                            |
| 2017年         | 《衝浪季節2：波浪狂熱》                            | 科迪·麦尔瑞克                | 聲演                                                       |
| 电视剧         |                                                    |                              |                                                            |
| 年份           | 电视剧                                             | 角色                         | 注释                                                       |
| 2009年至2011年 | 《蝙蝠俠智勇悍將》                                 | 年轻罗宾                     | 声演                                                       |
| 2009年         | 《愛吃鬼巧達》                                     | 粥哥                         | 声演                                                       |
| 2010年至2018年 | 《探險活寶》                                       | 阿寶                         | 声演                                                       |
| 2013年         | 《喜劇特攻隊》                                     | 多种角色                     | 演员/主角                                                  |
| 2013年         | 《卡通频道》                                       | 饶舌歌手                     | 音乐录影带：这就是你该做的（杰里米·沙达和邵娜·凱絲的饶舌） |
| 2016年至现在   | 《聖戰士：傳奇護衛》                               | 兰斯                         | 声演                                                       |
| 2016年至现在   | 《学生会主席先生》                                 | 学生会主席先生               | 演员/主角（只在go90.com串流）                              |
| 客串演出       |                                                    |                              |                                                            |
| 演出           | 名称                                               | 角色                         | 集数                                                       |
| 2004年         | 《急診室的春天》                                   | 波比                         | 《死亡时间》                                               |
| 2004年         | 《好女孩的反抗》                                   | 年轻大卫                     | 《唯一伙伴》                                               |
| 2006年         | 《整形春秋》                                       | 小孩#1                       | 《大麻》                                                   |
| 2006年         | 《LOST檔案》                                       | 年轻查理·佩斯                | 《水火不容》、 《最棒单曲》                                |
| 2007年         | 《律政狂鲨》                                       | C·J·钱伯斯                   | 《盲目相信》                                               |
| 2007年         | 《靈感應》                                         | 利亚姆·弗萊徹                | 《预言者》、《百鬼夜游》                                   |
| 2007年         | 《职场新丁》                                       | 盧森堡男孩                   | 《CSI：甜甜圈偶像圈》                                      |
| 2007年         | 《鐵證懸案》                                       | 杰克·瓦丽姆 '94              | 《恐怖杀手》                                               |
| 2009年         | 《愛吃鬼巧達》                                     | 粥哥（声演）                 | 《我的大胖臭婚礼》                                         |
| 2010年         | 《為人父母》                                       | 首个棒球员                   | 《这种情形》                                               |
| 2012年         | 《柳丁的高果糖大冒險》                             | 面包乔希、浆果達斯汀（声演） | 《跟随那弹跳柳丁》、《揭露浆果》                           |
| 2013年         | 《菜鸟老爹》                                       | 布伦丹                       | 《菜鸟老爹送艾米莉花朵》                                   |
| 电子游戏       |                                                    |                              |                                                            |
| 年份           | 游戏                                               | 角色                         | 注释                                                       |
| 2011年         | 《戰慄突擊3》                                      | 派克斯頓·费特尔-小孩         | 声演                                                       |
| 2012年         | 《探險活寶：嘿冰霸王！為什麼你偷我們的垃圾？！！》 | 阿寶                         | 声演                                                       |
| 2013年         | 《探險活寶：因為好奇所以探索地牢》                 | 阿寶                         | 声演                                                       |
| 2014年         | 《探險活寶：無名城堡的秘密》                       | 阿寶                         | 声演                                                       |
| 2015年         | 《代号：蒸汽》                                     | 汤姆·索亚                    | 声演                                                       |
| 2015年         | 《探險活寶：阿寶和老皮的探索之旅》                 | 阿寶                         | 声演                                                       |
| 2016年         | 《乐高次元》（探險活寶关卡包装）                   | 阿寶                         | 声演                                                       |